# 9 레이지 9
9 레이지 9 (9 Lazy 9) 혹은 나인 레이지 나인은 애시드 재즈/다운템포 음악을 하는 그룹으로 닌자 튠 레이블에 소속되어 있다. 1992년 이탈리아, 로마에서 결성되어 첫 번째 앨범인 파라다이스 블로운(Paradise Blown)으로 주목을 받았다. 멤버인 케이어 프라세렐로와 제임스 브래들(펑키 포치지 소속이기도 하다), 지아코모 브라델리니는 이전부터 여러음악을 해왔다. 최근 앨범인 "스윗 존스"(Sweet Jones)에서 이탈리아의 여러 저명한 뮤지션들과 같이 작업을 하였다. 지안루카 페트렐라가 트럼본을, 미샤엘 레브론은 기타를, 마누 반테티니가 플룻을, 그리고 아드리아노 티벨리가 바순을 연주한다.

## 음반

### 앨범
- Paradise Blown (1994-03-01, Ninja Tune, Cat. no: ZEN9/ZENCD9, 2xLP/CD)
- Electric Lazyland (1994-11-14, Ninja Tune, Cat. no: ZEN14/ZENCD14, 2xLP/CD)
- The Herb (1995, Shadow Records, Cat. no: SDW002-2, CD)
- Sweet Jones (2003–06, Ninja Tune, Cat. no: ZEN79/ZENCD79, LP/CD)
- Beds of a Land (2009–12, Independent, 9lazy9 Bandcamp)

### 싱글
- Take Nine (1993, Ninja Tune, Cat. no: ZEN1217, 12")
- In The Mood (as 8 Lazy Bastards) (1993, Beat Bop Records, Cat. no: BBOP 003, 12")
- Black Jesus (1994, Ninja Tune, Cat. no: ZEN1222, 12")
- Electric lazyland (Journeyman mix) (1995.11, Ninja Tune, Cat. no: ZEN1238, 12")

### 컴필레이션
- Train (Marden Hill Remix) on Ninja Cuts - Funkjazztical Tricknology (1995-03-10, Ninja Tune, Cat. no: ZEN15/ZEN15R/ZENCD15, 2xLP/3xLP/CD)

### 리믹스
- Cybophonia - Azona Pop (9 Lazy 9 Remix) on Azona Pop (2001, Irma Records/Irma On Canvas, Cat. no: IC 201, 12")
- Pressure Drop - Back2Back (Surya vs 9 Lazy 9 Remix) on Food Of Love (2001, One Eye Records, Cat. no: 1I LP001, 3x12")